# 王群 (1926年9月)
王群（1926年9月—2017年12月12日），湖北新洲人，中国共产党及中华人民共和国高级官员。

## 生平
王群是高中文化。1943年3月参加工作，1944年8月参加中国共产党。抗日战争时期，他历任新四军第5师洪山公学学员、实验中学会计，鄂东军区、中原局财经委员会、新四军5师14旅41团会计。
第二次国共内战时期，他历任陕西雒蓝（雒南、蓝田）支队、独立旅2团技术书记，江汉军区独立旅政治处宣传干事、中原军区江汉独立团政治处干事。
中华人民共和国成立后，他历任湖北军区政治部组织干事、人民武装部副科长、组织动员部副科长，湖北省兵役局科长，武汉军区司令部动员部科长、副部长，中共襄阳地委常委、副书记兼中共襄阳县委书记，宜昌地区革命委员会副主任、主任，中共宜昌地委常委、第一书记，中共湖北省委常委、副书记，中共武汉市委第一书记，内蒙古自治区党委书记。1993年5月至1997年1月任内蒙古自治区第八届人民代表大会常务委员会主任，并任党组书记。
他是第八届全国人大代表。中共第十二届中央候补委员，第十三届、第十四届中央委员，中共十五大代表。
王群于2017年12月12日在武汉病逝。